# Rechtsvorgänger
Rechtsvorgänger ist ein Rechtsbegriff, mit dem ein Rechtssubjekt bezeichnet wird, das vor der Übertragung an ein anderes Rechtssubjekt Inhaber bestimmter Rechte war. Pendant ist der Rechtsnachfolger.

## Allgemeines
Rechtssubjekte als Rechtsvorgänger können sowohl natürliche als auch juristische Personen sein. Bei ihnen müssen die Rechte nicht stets verbleiben, sondern können jederzeit auf andere Rechtssubjekte übertragen werden, sofern eine Übertragbarkeit statthaft ist. Dann hat der Rechtsvorgänger stets einen Rechtsnachfolger. Höchstpersönliche Rechte können dagegen nicht übertragen werden. Bei der Übertragung vom Rechtsvorgänger auf den Rechtsnachfolger gilt der Rechtsgrundsatz, dass der Vorgänger nicht mehr Rechte auf den Nachfolger übertragen kann als ihm selbst zustehen (lateinisch Nemo plus iuris transferre potest quam ipse habet). Der Nachfolger rückt mithin stets in die Rechtsstellung des Rechtsvorgängers ein.
Tertullian zufolge ist der Apostel und nach ihm jeder Bischof Rechtsvorgänger (lateinisch auctor) für seinen Nachfolger im Amt, gibt ihm als rechtmäßiges Glied in der Kette reiner Glaubensüberlieferung zugleich Garantie (lateinisch auctoritas) für das Fortwirken des Charisma. Der Rechtsnachfolger (lateinisch successor) übernimmt die Rechtsnachfolge (lateinisch successio), beispielsweise als Erbe bei der Universalsukzession, wobei der Rechtsvorgänger Erblasser genannt wird.

## Rechtsfragen
Der originäre Eigentumserwerb ist nicht vom Willen eines Rechtsvorgängers abgeleitet, sondern beruht unmittelbar auf Gesetz wie Verbindung (§§ 946 ff. BGB), Vermischung (§ 948 BGB), Verarbeitung (§ 950 BGB), Fruchterwerb (§ 953 BGB), Aneignung herrenloser Sachen (§ 958 Abs. 1 BGB) und der Eigentumserwerb des Finders (§ 973 Abs. 1 BGB). Beim häufiger vorkommenden derivativen Erwerb ist dagegen der berechtigte Veräußerer der Rechtsvorgänger wie bei der Übereignung beweglicher Sachen (§§ 929 ff. BGB) oder Grundstücken und grundstücksgleichen Rechten (§§ 873,§ 925 BGB) und der Erbfolge (§§ 1922 ff. BGB); das Eigentum ist bei ihnen vom Rechtsvorgänger abgeleitet.

## Rechtsgebiete
Wesentliche Rechtsgebiete, die sich mit dem Rechtsvorgänger befassen, sind das Zivil-, Arbeits-, Gesellschafts- und Wohnungseigentumsrecht.
- Bürgerliches Recht:
  - Rechte werden im Schuldrecht durch Rechtsgeschäft übertragen. Der Erwerber erwirbt das Recht, weil der Veräußerer Rechtsinhaber war und das Recht übertragen wollte; dieser Vorgang stellt eine Rechtsnachfolge dar.[4] Wichtigstes Rechtsgeschäft ist hierbei die Abtretung von Forderungen (§§ 398 ff. BGB), bei der der Rechtsvorgänger Zedent und sein Rechtsnachfolger Zessionar genannt werden. Durch die Abtretung verliert der Zedent sämtliche Rechte und Pflichten an der Forderung und überträgt sie an seinen Rechtsnachfolger. Bedeutung hat auch die Veräußerung einer vermieteten Wohnung durch den Vermieter als Rechtsvorgänger an einen Erwerber. Wird dabei der vermietete Wohnraum von dem Vermieter an einen Dritten veräußert, so tritt der Erwerber als Rechtsnachfolger anstelle des Vermieters in die sich während der Dauer seines Eigentums aus dem Mietverhältnis ergebenden Rechte und Pflichten ein (§ 566 Abs. 1 BGB; „Kauf bricht nicht Miete“). Erfüllt der Rechtsnachfolger seine Pflichten nicht, so haftet der Rechtsvorgänger hierfür wie ein Bürge (§ 566 Abs. 2 BGB).
  - Das ist beim sachenrechtlichen Besitzerwerb anders, denn der Besitzerwerber muss tatsächliche Beziehungen zur Sache aufnehmen. Allerdings spricht das BGB hier von einer „Rechtsnachfolge in den Besitz“ (§§ 198 BGB, § 943 BGB) oder dem „Rechtsnachfolger“ oder „Rechtsvorgänger“ des Besitzers (§§ 861 Abs. 2, § 943 BGB, § 949 BGB); gemeint ist ein Besitzerwerb mit dem Willen des bisherigen Besitzers.[5] Gelangt eine Sache, hinsichtlich derer ein dinglicher Anspruch besteht, durch Rechtsnachfolge in den Besitz eines Dritten, so kommt die während des Besitzes des Rechtsvorgängers verstrichene Verjährungszeit dem Rechtsnachfolger zugute (§ 198 BGB). Gelangt die Sache durch Rechtsnachfolge in den Eigenbesitz eines Dritten, so kommt die während des Besitzes des Rechtsvorgängers verstrichene Ersitzungszeit dem Dritten zugute (§ 943 BGB). Der durch verbotene Eigenmacht erlangte Besitz ist fehlerhaft. Diese Fehlerhaftigkeit muss der Rechtsnachfolger im Besitz gegen sich gelten lassen, wenn er Erbe des Besitzers ist oder die Fehlerhaftigkeit des Besitzes seines Rechtsvorgängers bei dem Erwerb kennt (§ 858 Abs. 2 BGB).
- Arbeitsrecht: Geht ein Unternehmen oder ein Teilbetrieb hiervon durch Rechtsgeschäft auf einen Rechtsnachfolger über (Betriebsübergang, Unternehmenskauf), so tritt dieser gemäß § 613a BGB in die Rechte und Pflichten aus den im Zeitpunkt des Übergangs bestehenden Arbeitsverhältnissen des Rechtsvorgängers ein. Arbeitsrechtliche Rechte und Pflichten, die sich aus einem Tarifvertrag oder einer Betriebsvereinbarung ergeben, werden Inhalt des Arbeitsverhältnisses zwischen dem neuen Inhaber und seinen Arbeitnehmern. Sie dürfen zudem im ersten Jahr nach dem Betriebserwerb nicht zum Nachteil der Arbeitnehmer geändert werden. Das gilt nach Art. 3 Richtlinie (EU) 2001/23/EG auch in allen EU-Mitgliedstaaten, denn im Falle eines Unternehmens- oder Betriebsübergangs auf den Erwerber gehen alle zwischen dem Veräußerer (Rechtsvorgänger) und dem Arbeitnehmer privatautonom und individuell im Arbeitsvertrag vereinbarten Arbeitsbedingungen unverändert über, so als hätte er sie selbst mit dem Arbeitnehmer einzelvertraglich vereinbart. Der EuGH hat auf Vorlage des Bundesarbeitsgerichts (BAG)[6] mit seinem Urteil vom 27. April 2017[7] entschieden, dass Art. 3 der Richtlinie (EU) 2001/23/EG in Verbindung mit Art. 16 GRC der dynamischen Fortgeltung einer arbeitsvertraglichen Bezugnahmeklausel im Verhältnis zwischen dem Arbeitnehmer und dem Betriebserwerber nicht entgegensteht, sofern das nationale Recht sowohl einvernehmliche als auch einseitige Anpassungsmöglichkeiten für den rechtsnachfolgenden Erwerber vorsieht. Solche sowohl einvernehmlichen als auch einseitigen Anpassungsmöglichkeiten sieht die deutsche Rechtsordnung vor.[8] Dies gilt auch dann, wenn der Betriebserwerber nicht durch die Mitgliedschaft in einer tarifschließenden Koalition tarifgebunden ist und deshalb auf die künftigen Tarifverhandlungen keinen Einfluss nehmen kann.
- Gesellschaftsrecht: Beim Ausschluss eines Gesellschafters, der seine Stammeinlage nicht bezahlt hat, haftet gemäß § 22 GmbHG dessen Rechtsvorgänger. Einen Rechtsvorgänger gibt es nur dann, wenn der Geschäftsanteil im Wege der Abtretung übertragen wurde.[9] Ist die Zahlung des rückständigen Betrags von Rechtsvorgängern nicht zu erlangen, so kann die Gesellschaft den Geschäftsanteil gemäß § 23 GmbHG im Wege öffentlicher Versteigerung verkaufen lassen.
- Im Wohnungseigentumsrecht muss der Verwalter bei Eigentümerwechsel keine zeitanteilige Abrechnung zwischen Rechtsvorgänger und Rechtsnachfolger vornehmen, denn eine Zahlungspflicht entsteht für denjenigen, der zum Zeitpunkt der Beschlussfassung als Eigentümer im Wohnungs- oder Teileigentumsgrundbuch eingetragen ist.[10] Werden die Wohnungseigentümer im Innenverhältnis erst durch den Beschluss der Wohnungseigentümergemeinschaft verpflichtet, so folgt daraus zugleich, dass ein solcher Beschluss Verbindlichkeiten nur für die zur Beschlussfassung berufenen Wohnungseigentümer, nicht aber für deren Rechtsvorgänger begründen kann; denn sonst läge insoweit ein – unzulässiger – Gesamtakt zu Lasten Dritter vor. Umgekehrt rechtfertigt sich die Verpflichtung der aktuellen Wohnungseigentümer im Zeitpunkt der Beschlussfassung aus § 16 Abs. 2 WEG.[11]
- Im Scheck- und Wechselrecht überträgt das Indossament alle Rechte aus dem Scheck oder Wechsel (Art. 17 Abs. 1 SchG, Art. 14 Abs. 1 WG). Die Indossanten (Rechtsvorgänger) haften beim Indossament zusammen mit den Indossataren (Rechtsnachfolger) für die Einlösung des Schecks bzw. Wechsels (Art. 18 Abs. 1 SchG, Art. 15 Abs. 1 WG).

Die Aufzählung beinhaltet lediglich die wichtigsten Beispiele für Rechtsvorgänger.

## International
Die deutschen Regelungen des Rechtsvorgängers (englisch legal predecessor, französisch prédécesseur en droit) gelten wegen des Rechtsgrundsatzes weitgehend auch international.